# Federația de Fotbal din Belize
Federația de Fotbal din Belize este forul ce guvernează fotbalul în Belize. A fost fondată în 1980 și a devenit membru CONCACAF și FIFA în 1986. 